# Sant Pere de Ribes
Sant Pere de Ribes ist eine katalanische Stadt in der Provinz Barcelona im Nordosten Spaniens. Sie liegt im Zentrum der Comarca Garraf. Im östlichen und nördlichen Teil des Ortes befinden sich die Ausläufer der Berge des Garraf (Naturpark). Die höchste Erhebung ist hier der Montgròs mit 359 m. Der Süden und Westen bildet eine landwirtschaftlich genutzte Ebene mit sanften Hügel. im Südwesten, zwischen den Städten Sitges und Vilanova i la Geltrú befindet sich auch ein 658 m langer Zugang zum Mittelmeer.

## Städtepartnerschaften
- Puerto Cabezas  Nicaragua

## Persönlichkeiten
- Aitana Bonmatí (* 1998), Fußballspielerin